# Ton van de Venplein
Ton van de Venplein is een plein in het Nederlandse attractiepark de Efteling. Het plein sluit aan op de Sint Nicolaasplaets waaraan Droomvlucht, Raveleijn en Villa Volta gelegen zijn. 

## Historie
Het plein werd in 1992 aangelegd tijdens de bouw van de nieuwe attractie Droomvlucht. In 1996 werd het plein vergroot en aangesloten aan de attractie Villa Volta. Op 31 januari 2003 kreeg het plein de naam als eerbetoon aan creatief directeur Ton van de Ven.
In 2011 werd het plein volledig opnieuw aangelegd. De vernieuwing was te wijten aan de nieuwe attractie Raveleijn. 

## Trivia
- Tijdens Winter Efteling is het plein een van de locaties waar een kampvuur te vinden is en een grote verlichte kerstboom geplaatst wordt.

Lijst van attracties in de Efteling · Lijst van sprookjes in de Efteling · Afbeeldingen